# Ante Ivanković
Ante Ivanković (* 15. August 2000 in Zagreb) ist ein kroatischer Handballspieler.

## Karriere

### Im Verein
Ante Ivanković spielte zunächst in Kroatien für RK Dubrava. 2021 ging er nach Slowenien, um dort für RK Celje zu spielen. Mit Celje gewann er 2022 und 2023 die slowenische Meisterschaft. Zudem trat er mit Celje in der European League und der Champions League an. In der Champions League Saison 2023/24 erzielte er 36 Tore in 6 Spielen. Im Februar 2024 wechselte er mit sofortiger Wirkung zum deutschen Bundesligisten TVB Stuttgart und unterschrieb dort einen Vertrag bis 2026. Im Sommer 2025 verließ er den Verein vorzeitig und ging nach Nordmazedonien zum GRK Ohrid.

### In Auswahlmannschaften
Mit der kroatischen Jugend-Nationalmannschaft gewann er die Bronze-Medaille beim Europäischen Olympischen Sommer-Jugendfestival 2017 und belegte bei der U18-Europameisterschaft 2018 den 4. Platz. 2019 belegte er bei der U19-Weltmeisterschaft mit Kroatien den 10. Platz.
Im April 2023 gab er sein Debüt für die A-Nationalmannschaft.